# 2011-es észt labdarúgó-bajnokság (első osztály)
A 2011-es Meistriliiga volt az észt labdarúgó-bajnokság legmagasabb szintű versenyének 21. alkalommal megrendezett bajnoki éve. A pontvadászat 10 csapat részvételével 2011. március 5-én kezdődött és 2011 novemberében ért véget. A címvédő a fővárosi Flora, amely a 2010-es idényben 8. bajnoki címét ünnepelte.
A bajnoki címet ismét a Flora szerezte meg, története során már kilencedszer.

## A bajnokság rendszere
A bajnokságot a hideg tél miatt tavaszi-őszi rendszerben rendezik meg. A 10 csapat körmérkőzéses rendszerben mérkőzik meg egymással, amely során minden csapat minden csapattal négyszer játszik: kétszer pályaválasztóként, kétszer pedig idegenben.
A pontvadászat végső sorrendjét a 36 bajnoki forduló mérkőzéseinek eredményei határozzák meg a szerzett összpontszám alapján kialakított rangsor szerint. A mérkőzések győztes csapatai 3 pontot, döntetlen esetén mindkét csapat 1-1 pontot kap. Vereség esetén nem jár pont. A bajnokság első helyezett csapata a legtöbb összpontszámot szerzett egyesület, míg az utolsó helyezett csapat a legkevesebb összpontszámot szerzett egyesület.
Azonos összpontszám esetén a bajnoki sorrendet az alábbi szempontok alapján határozzák meg:
1. a szövetség által lezárt bajnoki mérkőzések kevesebb száma (visszalépés miatt le nem játszott, vagy törölt mérkőzések)
2. a bajnokságban elért győzelmek száma
3. az egymás ellen játszott bajnoki mérkőzések pontkülönbsége
4. az egymás ellen játszott bajnoki mérkőzések gólkülönbsége
5. a bajnoki mérkőzések gólkülönbsége
6. a bajnoki mérkőzéseken szerzett gólok száma

A bajnokság győztese a 2011-es észt bajnok, az utolsó helyezett csapat kiesik a másodosztályba, míg a 9. helyezett osztályozó mérkőzést játszik a másodosztály ezüstérmesével.

## Csapatváltozások a 2010-es szezonhoz képest
Kiesett a másodosztályba
- Lootus, 10. helyezettként

Feljutott az élvonalba
- Lasnamäe Ajax, a másodosztály bajnokaként

A Flora megszakította kapcsolatát fiókcsapatával, miután a Viljandi Tulevik úgy döntött, hogy saját játékosállománnyal vág neki a 2011-es másodosztályú pontvadászatnak. Annak érdekében, hogy Viljandi városa továbbra is élvonalbeli mérkőzéseket rendezhessen, FC Viljandi néven új csapat szerveződött, és megvásárolta a Tulevik élvonalbeli licencét.

## Részt vevő csapatok
| Csapat              | Székhely     | Stadion                        | 2010        |
| ------------------- | ------------ | ------------------------------ | ----------- |
| Flora               | Tallinn      | A. Le Coq Arena                | 1.          |
| Nõmme Kalju         | Tallinn      | Hiiu staadion                  | 4.          |
| FC Kuressaare       | Kuressaare   | Kuressaare linnastaadion       | 9.          |
| Levadia Tallinn     | Tallinn      | Maarjamäe muruväljak           | 2.          |
| Lasnamäe Ajax       | Lasnamäe     | FC Ajax Stadion                | 1. (II. o.) |
| Paide Linnameeskond | Paide        | Paide Ühisgümnaasiumi staadion | 8.          |
| Narva Trans         | Narva-Jõesuu | Kreenholmi staadion            | 3.          |
| Sillamäe Kalev      | Sillamäe     | Kalevi staadion                | 5.          |
| Tammeka             | Tartu        | Tamme staadion                 | 6.          |
| FC Viljandi         | Viljandi     | Viljandi linnastaadion         | 7.          |

## A bajnokság végeredménye
| #  | Csapat         | M  | Gy | D  | V  | Lg  | Kg  | Gk   | P  | Megjegyzés           |
| -- | -------------- | -- | -- | -- | -- | --- | --- | ---- | -- | -------------------- |
| 1  | Flora (B)      | 36 | 26 | 8  | 2  | 100 | 24  | +76  | 86 | BL, 2. selejtezőkör  |
| 2  | Kalju          | 36 | 24 | 7  | 5  | 82  | 23  | +59  | 79 | EL, 1. selejtezőkör  |
| 3  | Trans          | 36 | 22 | 7  | 7  | 107 | 29  | +78  | 73 | EL, 1. selejtezőkör  |
| 4  | Levadia        | 36 | 21 | 10 | 5  | 76  | 25  | +51  | 73 | 1EL, 1. selejtezőkör |
| 5  | Kalev          | 36 | 17 | 3  | 16 | 77  | 59  | +18  | 54 |                      |
| 6  | Paide LM       | 36 | 13 | 6  | 17 | 40  | 51  | −11  | 45 |                      |
| 7  | Tammeka        | 36 | 11 | 6  | 19 | 57  | 75  | −18  | 39 |                      |
| 8  | Viljandi       | 36 | 8  | 6  | 22 | 37  | 69  | −32  | 30 |                      |
| 9  | Kuressaare (O) | 36 | 7  | 5  | 24 | 28  | 68  | −40  | 26 | Osztályozó           |
| 10 | Lasnamäe (K)   | 36 | 0  | 4  | 32 | 11  | 192 | −181 | 4  | Kiesés: Esiliiga     |

Utolsó frissítés: 2011. november 5.
Forrás: Estonian Football Association (észtül)
Rendezési elv: 1.: pont; 2.: kevesebb törölt vagy félbeszakított mérkőzés; 3.: több győzelem; 4.: egymás ellen szerzett pontok; 5.: egymás elleni gólkülönbség; 6.: gólkülönbség; 7.: több lőtt gól.
Ha két vagy több csapat között áll fenn pontegyenlőség az élen, további mérkőzések döntenének a bajnoki cím sorsáról..
1Kupagyőztes.
# = helyezés; M = játszott meccsek száma; Gy = győzelmek; D = döntetlenek; V = vereségek; Lg = lőtt gólok; Kg = kapott gólok; Gk = gólkülönbség; Pont = pontok; (B) = bajnok; (K) = kiesett; (F) = feljutott.

## Eredmények

### Az 1–18. forduló eredményei
| Hazai \ Vendég1     | FLO | KUR | AJX | LEV | NAR | NÕM | PAI | SIL | TAM | VIL |
| Flora               |     | 3–0 | 6–0 | 0–1 | 3–0 | 3–3 | 2–1 | 2–2 | 1–0 | 0–0 |
| FC Kuressaare       | 0–1 |     | 1–1 | 1–5 | 0–2 | 0–1 | 1–0 | 0–1 | 4–1 | 0–2 |
| Lasnamäe Ajax       | 0–3 | 2–2 |     | 1–4 | 0–7 | 0–3 | 1–2 | 1–5 | 0–3 | 0–0 |
| Levadia Tallinn     | 1–1 | 2–1 | 3–0 |     | 2–1 | 1–3 | 0–1 | 4–1 | 2–2 | 2–1 |
| Narva Trans         | 0–2 | 4–0 | 7–0 | 1–1 |     | 1–3 | 3–0 | 1–0 | 4–1 | 5–0 |
| Nõmme Kalju         | 0–1 | 1–1 | 4–0 | 1–1 | 1–1 |     | 0–0 | 1–2 | 4–0 | 3–0 |
| Paide Linnameeskond | 1–2 | 4–1 | 1–0 | 0–0 | 0–1 | 0–3 |     | 1–0 | 2–2 | 2–1 |
| Sillamäe Kalev      | 0–1 | 1–1 | 7–0 | 1–2 | 0–3 | 1–1 | 2–0 |     | 2–3 | 2–0 |
| Tammeka Tartu       | 0–0 | 2–1 | 5–0 | 0–5 | 1–1 | 2–3 | 2–2 | 1–4 |     | 1–1 |
| FC Viljandi         | 0–2 | 2–0 | 3–1 | 0–1 | 0–0 | 0–3 | 1–0 | 2–3 | 1–2 |     |

Utolsó felvett mérkőzés dátuma: 2011. július 30. 
Forrás: jalgpall.ee (észtül) 
1A hazai csapatok a bal oldali oszlopban szerepelnek.
Színek: Zöld = hazai győzelem; Sárga = döntetlen; Piros = vendéggyőzelem.
 

### A 19–36. forduló eredményei
| Hazai \ Vendég1 | FLO  | KLJ | KUR | LEV  | LEV  | PAI | SIL | SIL | TRA  | VIL |
| Flora           |      | 1–0 | 2–1 | 13–1 | 3–0  | 2–1 | 4–0 | 3–2 | 1–1  | 4–0 |
| Kalju           | 3–0  |     | 3–0 | 3–0  | 1–1  | 1–2 | 3–0 | 3–1 | 1–0  | 2–1 |
| Kuressaare      | 0–3  | 0–2 |     | 0–0  | 0–0² | 2–1 | 1–2 | 0–2 | 0–2  | 3–0 |
| Lasnamäe        | 0–11 | 0–7 | 3–5 |      | 0–7  | 0–6 | 0–7 | 0–3 | 0–12 | 0–4 |
| Levadia         | 1–1  | 0–1 | 4–0 | 6–0  |      | 0–0 | 3–2 | 3–0 | 1–1  | 2–0 |
| Paide LM        | 1–4  | 0–5 | 1–0 | 4–0  | 0–3  |     | 0–1 | 2–1 | 0–1  | 2–0 |
| Sillamäe        | 0–6  | 0–3 | 3–0 | 7–0  | 0–2  | 4–0 |     | 5–1 | 2–5  | 5–0 |
| Tammeka         | 1–4  | 0–1 | 1–0 | 9–0  | 0–4  | 1–2 | 2–0 |     | 1–4  | 1–3 |
| Trans           | 1–1  | 3–2 | 4–0 | 14–0 | 0–2  | 3–0 | 2–3 | 4–0 |      | 5–0 |
| FC Viljandi     | 2–4  | 0–3 | 0–2 | 8–0  | 0–0  | 1–1 | 3–2 | 0–3 | 1–3  |     |

Utolsó felvett mérkőzés dátuma: 2011. november 5. 
Forrás: jalgpall.ee (észtül) 
1A hazai csapatok a bal oldali oszlopban szerepelnek.
Színek: Zöld = hazai győzelem; Sárga = döntetlen; Piros = vendéggyőzelem.
²Az FC Kuressaare–Levadia Tallinn-mérkőzés pályán elért 0–2-es végeredményét a vendégcsapatban jogosulatlanul szerepeltetett játékos miatt törölték, és 0–0-s gólkülönbséggel a vétlen hazai csapat javára ítélték. 
 

## Góllövőlista
2011. november 1. szerint.
| # | Játékos               | Klub           | Gól |
| - | --------------------- | -------------- | --- |
| 1 | Aleksandrs Čekulajevs | Trans          | 46  |
| 2 | Tarmo Neemelo         | Kalju          | 22  |
| 2 | Albert Prosa          | Tammeka        | 22  |
| 4 | Henri Anier           | Flora          | 21  |
| 5 | Vitali Leitan         | Levadia        | 20  |
| 6 | Maksim Gruznov        | Trans          | 17  |
| 7 | Juri Jevdokimov       | Kalju          | 16  |
| 7 | Kristen Viikmäe       | Kalju          | 16  |
| 9 | Alekszej Alekszejev   | Sillamäe Kalev | 14  |
| 9 | Alekszandr Nyikulin   | Sillamäe Kalev | 14  |